# Altenstadt bei Vohenstrauß

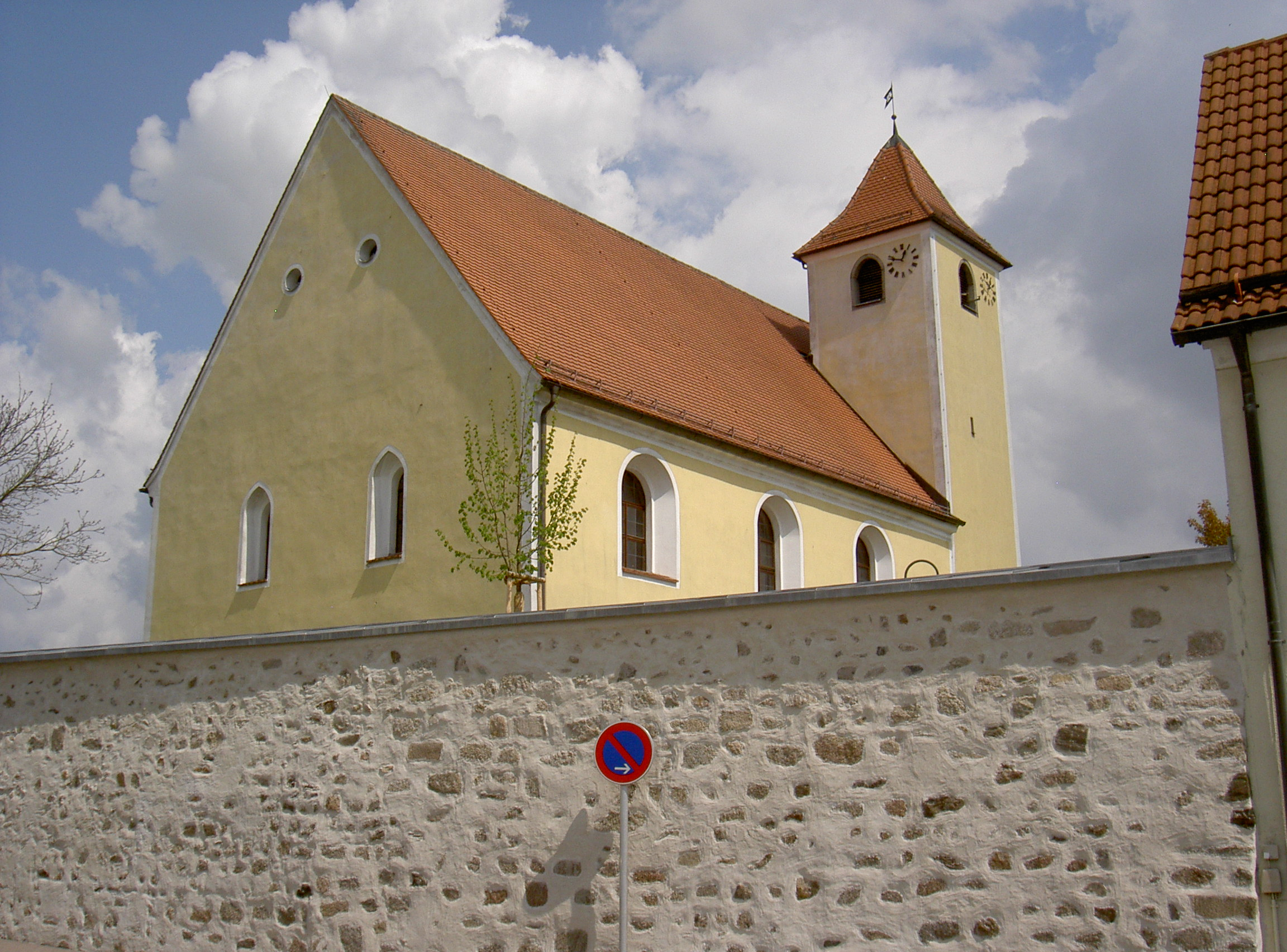
Simultankirche St. Johannes Baptist

Altenstadt bei Vohenstrauß ist ein Kirchdorf im oberpfälzischen Landkreis Neustadt an der Waldnaab. Die ehemals selbstständige Gemeinde ist heute ein Ortsteil von Vohenstrauß.
Die Gemeinde sollte nicht mit dem 18 km entfernten Altenstadt an der Waldnaab verwechselt werden.

## Lage
Der Altort von Altenstadt liegt etwa 1,3 km nordwestlich von Vohenstrauß an der Staatsstraße St 2181. Von dieser zweigt die Kreisstraße NEW 32 nach Vohenstrauß ab. Heute sind beide Orte baulich verbunden.

## Geschichte
Im Jahr 1124 weihte Bischof Otto von Bamberg die Kirche zu „Vohendreze“, dem heutigen Altenstadt. In dieser Zeit gehörte Vohenstrauß mit Floß und Parkstein dem mächtigen Geschlecht der Grafen von Sulzbach. Nach dem Aussterben der Sulzbacher erwarben 1189 die Staufer deren Eigengüter und gründeten die neue Marktanlage vermutlich am Anfang des 13. Jahrhunderts, denn 1230 wurde Altenstadt schon als „veteri (= altes) vohendrezz“ bezeichnet. Die erste Erwähnung des Namens Altenstadt stammt aus dem Jahr 1262, damals verschenkte Berthold von Waldthurn einige verschuldene Höfe an das Kloster Waldsassen.
Die politische Gemeinde Altenstadt bei Vohenstrauß wurde 1818 durch das bayerische Gemeindeedikt errichtet. Nach Ende des Zweiten Weltkriegs wurden von der US-amerikanischen Militärregierung am 1. Januar 1946 die beiden Gemeinden Altenstadt bei Vohenstrauß und Oberlind in die Stadt Vohenstrauß eingegliedert. Am 26. Dezember 1947 votierten die beiden ehemaligen Gemeinden in einer Abstimmung für die Wiedererlangung ihrer politischen Selbständigkeit. Die Gemeinde bestand damals neben dem Hauptort aus den Ortsteilen Fiedlbühl, Fürstenmühle, Kößlmühle, Obertresenfeld, Papiermühle und Untertresenfeld. 
Im Zuge der Gemeindegebietsreform in Bayern wurde die Gemeinde Altenstadt am 1. Januar 1968 zunächst in den Standesamtsbezirk Vohenstrauß eingegliedert. Am 1. Juli 1972 wurde sie in die Stadt Vohenstrauß eingemeindet.

### Einwohnerentwicklung
Auf dem Gebiet von Altenstadt bei Vohenstrauß wurden an Einwohnern gezählt:
| Jahr | Einwohner |
| ---- | --------- |
| 1840 | 652       |
| 1852 | 641       |
| 1861 | 652       |
| 1871 | 643       |
| 1880 | 694       |
| 1890 | 690       |
| 1900 | 689       |

| Jahr | Einwohner |
| ---- | --------- |
| 1910 | 884       |
| 1919 | 895       |
| 1939 | 945       |
| 1950 | 1255      |
| 1956 | 1295      |
| 1961 | 1248      |
| 1965 | 1209      |

| Jahr | Einwohner |
| ---- | --------- |
| 1968 | 1178      |
| 1987 | 1068      |
| 2011 | 1039      |

## Sehenswürdigkeiten

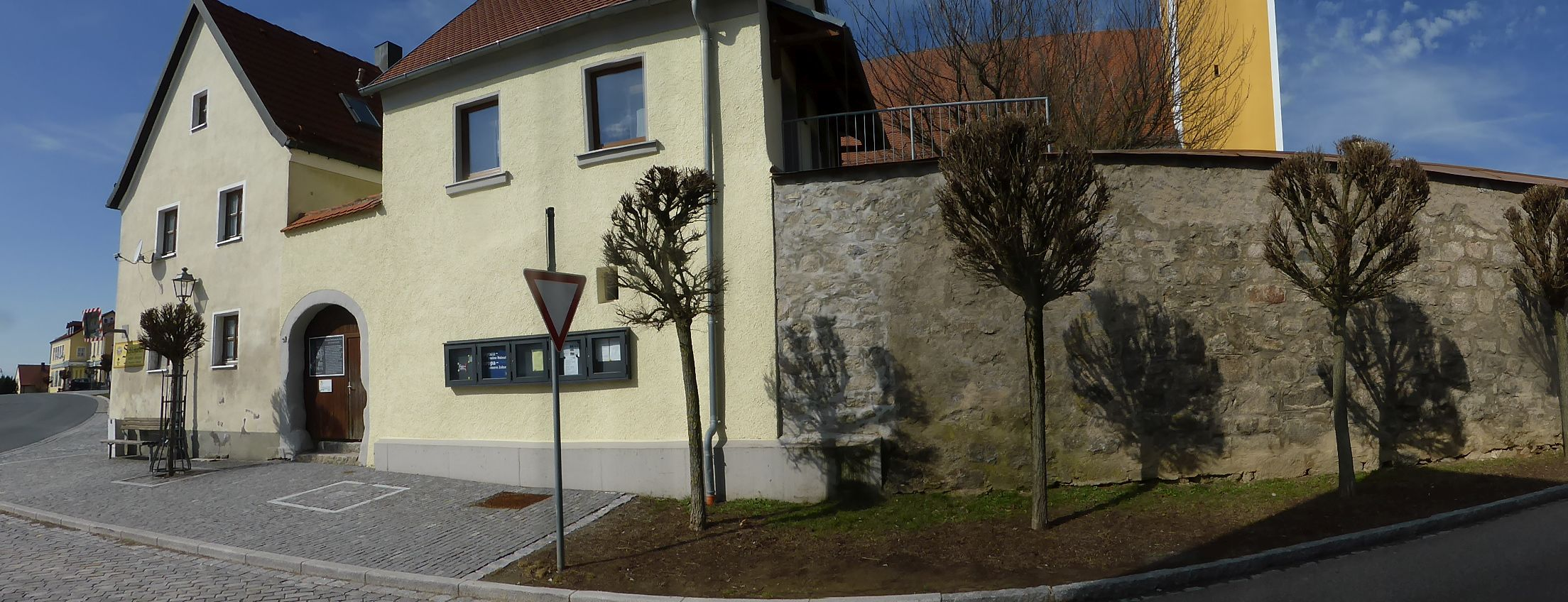
Ensemble um die Kirche Altenstadt